# Newmarket—Aurora
Pour les articles homonymes, voir Newmarket et Aurora.
Pour la circonscription provinciale, voir Newmarket—Aurora (circonscription provinciale).
Circonscription électorale fédérale du Canada
Newmarket—Aurora est une circonscription électorale fédérale canadienne située en Ontario.

## Géographie
La circonscription de la banlieue nord de Toronto est constituée de la ville de Newmarket et d'une partie des villes d'Aurora et d'East Gwillimbury.
Les circonscriptions limitrophes sont King—Vaughan, New Tecumseth—Gwillimbury, York—Durham et Aurora—Oak Ridges—Richmond Hill.
En 2015, les circonscriptions limitrophes étaient York—Simcoe, Markham—Stouffville, King—Vaughan et Aurora—Oak Ridges—Richmond Hill.

## Historique
La circonscription de Newmarket–Aurora est créée en 2003 à partir de York-Nord et de Vaughan–King–Aurora.
Lors du redécoupage électoral de 2022-2023, la circonscription perd au sud-ouest la partie de la ville d'Aurora située à l'ouest de la rue Yonge qui est ajoutée à la circonscription d'Aurora—Oak Ridges—Richmond Hill.

## Députés
| Législature                                                | Années        | Député           | Parti | Parti        |
| ---------------------------------------------------------- | ------------- | ---------------- | ----- | ------------ |
| Newmarket—Aurora issue de York-Nord et Vaughan–King–Aurora |               |                  |       |              |
| 38e                                                        | 2004–2005     | Belinda Stronach |       | Conservateur |
| 38e                                                        | 2005–2006     | Belinda Stronach |       | Libéral      |
| 39e                                                        | 2006–2008     | Belinda Stronach |       | Libéral      |
| 40e                                                        | 2008–2011     | Lois Brown       |       | Conservateur |
| 41e                                                        | 2011–2015     | Lois Brown       |       | Conservateur |
| 42e                                                        | 2015–2019     | Kyle Peterson    |       | Libéral      |
| 43e                                                        | 2019–2021     | Tony Van Bynen   |       | Libéral      |
| 44e                                                        | 2021–2025     | Tony Van Bynen   |       | Libéral      |
| 45e                                                        | 2025–en cours | Sandra Cobena    |       | Conservateur |

## Résultats électoraux
|       | Candidat       | Parti                       | # de voix | % des voix |
|       | (X) Lois Brown | Conservateur                | +24 057,  | 42,61 %    |
|       | Kyle Peterson  | Libéral                     | +25 508,  | 45,18 %    |
|       | Yvonne Kelly   | NPD                         | +04 806,  | 8,51 %     |
|       | Vanessa Long   | Vert                        | +01 331,  | 2,36 %     |
|       | Dorian Baxter  | Parti progressiste canadien | +00762,   | 1,35 %     |
| Total | Total          | Total                       | 56 464    | 100 %      |

|       | Candidat           | Parti           | # de voix | % des voix |
|       | (x) Lois Brown     | Conservateur    | +31 600,  | 54,29 %    |
|       | Kyle Peterson      | Libéral         | +13 908,  | 23,9 %     |
|       | Kassandra Bidarian | NPD             | +08 886,  | 15,27 %    |
|       | Vanessa Long       | Vert            | +02 628,  | 4,52 %     |
|       | Yvonne Mackie      | Animal Alliance | +00182,   | 0,31 %     |
|       | Dorian Baxter      | Progressiste    | +00998,   | 1,71 %     |
| Total | Total              | Total           | 58 202    | 100 %      |

|       | Candidat      | Parti        | # de voix | % des voix |
|       | Lois Brown    | Conservateur | +24 873,  | 46,73 %    |
|       | Tim Jones     | Libéral      | +18 250,  | 34,29 %    |
|       | Mike Seaward  | NPD          | +04 508,  | 8,47 %     |
|       | Glenn Hubbers | Vert         | +04 381,  | 8,23 %     |
|       | Ray Luff      | Héritage     | +00211,   | 0,4 %      |
|       | Dorian Baxter | Progressiste | +01 004,  | 1,89 %     |
| Total | Total         | Total        | 53 227    | 100 %      |